# وتهرودی
وتهرودی (به لاتین: Vatharaveddai) یک منطقهٔ مسکونی در سری‌لانکا است که در استان شمالی (سری‌لانکا) واقع شده‌است.